# Charles Grandison Finney
Charles Grandison Finney (23. srpna 1792, Warren, Connecticut – 16. srpna 1875, Oberlin, Ohio) byl americký teolog 19. století.

## Dětství a mládí
Narodil 29. srpna 1792 ve Warrenu, v státě Connecticut v Americe. Dva roky po jeho narození se rodiče přestěhovali do pusté, málo ještě obydlené krajiny, kam zřídka kdy zavítal pastor. Noví osadníci si zřídili školy a tak se postarali o dobré vzdělání svých dětí. Až do šestnáctého roku mladý Charles navštěvoval školu, a to stále s vyznamenáním, takže s propouštěcím vysvědčením dostal již právo, aby mohl sám ve škole vyučovat. Později se jeho rodiče přestěhovali na jih od jezera Ontario, kde duchovní ovzduší nebylo vůbec.
Když mu bylo 20 let, stal se učitelem v New Jersey. Po celou tu dobu se soukromě vzdělával. Roku 1818 se dostal do města Adams ve státě New York, do advokátní kanceláře, aby se věnoval prakticky i vědecky studiu práv.
Zde poprvé ve svém životě přišel mladý, šestadvacetiletý muž, pod vliv dobrého církevního vedení. Duchovním správcem tamější církve byl pan Gale, vzdělaný muž, vynikající však nejvíc pobožností a přísnou kázní.
Opravdovost a pozornost mladého právníka brzy upoutala faráře. Rozmluvy, jež spolu mívali, se vždy týkaly hlubokého obsahu. Přesto zůstaly mladému, hledajícímu muži dosud nerozluštěné otázky: Je pokání stav anebo skutek člověka? Je změna, která se při tom v člověku děje, totéž, co nazýváme znovuzrozením? A jak se pak té proměně má rozumět? Co je víra? Snad ne pouhé vědění a uznání za pravdu všeho toho, co praví Bible? Jak by mohla mít tak velké důsledky? Není spíš výsledkem vnitřní proměny, na niž se musí čekat, až se zalíbí Bohu, že nám ji dá?
Finney pilně studoval Bibli a pravidelně navštěvoval modlitební hodiny. Přestože nacházel v Bibli zaslíbení, pozoroval, že modlitby za obživení církve zůstaly nevyslyšeny. Pochyboval buď o náboženské opravdovosti modlitebníků nebo o jejich víře v zaslíbení. Když byl jednoho dne tázán, přeje-li si, aby se za něho modlili, odvětil: „Nevím, k čemu by mi měly být vaše modlitby? Vy se stále modlíte, aniž byste obdrželi, to zač prosíte; modlíte se za probuzeni už po celou dobu, co jsem zde v Adamsu, a probuzení dosud nemáte. Prosili jste za dar Ducha svatého, a dosud naříkáte nad svou vlažností. Kdyby měly vaše modlitby nějakou moc, muselo by to už být vidět, ale takto vaše modlitby a nářek nebere konce.“ „Tehdy jsem pochopil,“ pravil, „proč jich Bůh nevyslyšel; poněvadž se nemodlí s vírou jako ti, kteří očekávají, že obdrží to, co, jim Bůh zaslíbil.“

## Působení Charlese Grandisona Finneyho na vysoké škole v Oberlinu
V letech 1851 až 1866 byl Finney profesorem teologie a prezidentem Oberlinské vysoké školy, která patřila k nejváženějším školám z amerických vysokých škol v africko-americké historii. Oberlin College jako první zavedla koedukaci (vzdělávání obou pohlaví společně) a odmítla rasovou diskriminaci. Oberlin založili aktivisté, bojující proti otroctví. Je to město známé svou snášenlivostí. Oberlin College byla založena roku 1833 a v roce 1858 spolu s městem Oberlinem pomohla vyvolat americkou občanskou válku tím, že odmítla vydat uprchlého otroka. To bylo v roce, kdy byl prezidentem Oberlin College právě Charles Grandison Finney.